# Emittanza
L'emittanza o eccitanza (emittance o exitance in inglese) è la potenza emessa per unità di superficie. Nel caso di irraggiamento termico, è una delle componenti del flusso termico insieme a quella conduttiva. Nel Sistema internazionale di unità di misura è espressa in watt su metro quadro (W·m-²).